# Stade Malvinas-Argentinas
 (avril 2025).
Le  stade Malvinas Argentinas (Malouines argentines) est un stade de football situé dans la ville de Mendoza, en Argentine.
Il a été construit à partir de 1976 en vue d'accueillir plusieurs rencontres de la Coupe du monde de football 1978, organisée en Argentine. Il a été inauguré en 1978 sous le nom de Estadio Ciudad de Mendoza (stade de la ville de Mendoza). Le stade a accueilli six rencontres de la phase finale de la Coupe du monde.
En 1982, le stade a été rebaptisé Malvinas Argentinas (Malouines argentines) après la guerre des Malouines.
À partir de 2006, le club de Godoy Cruz y dispute ses rencontres à domicile lors du championnat d'Argentine de football, à la suite de son accession parmi l'élite argentine. En effet, auparavant, aucun club de la ville n'avait atteint ce niveau et le stade n'était utilisé qu'à de rares occasions comme des rencontres du Tournoi National jusqu'en 1985. Le club d'Argentinos Junior a utilisé le stade pour ses rencontres à domicile durant une saison.
En 2011, il accueille des matchs d'une nouvelle compétition, la Copa América 2011. À partir de 2012, il accueille certains matchs de l’équipe d'Argentine de rugby à XV dans le cadre du Rugby Championship.

## La Coupe du monde de football 1978
Le stade accueille les trois rencontres du premier tour de l'équipe des Pays-Bas, finalistes en 1974, ainsi que trois rencontres du 2e tour.

### Premier tour
| 3 juin 1978                       | Pays-Bas                                | 3 - 0 | Iran | Estadio Ciudad de Mendoza, Mendoza                          |                                                             |
| 16:45 · Historique des rencontres | Rensenbrink 40e (pen.), 62e, 79e (pen.) |       |      | Spectateurs : 33 431 Arbitrage : Alfonso González Archundía | Spectateurs : 33 431 Arbitrage : Alfonso González Archundía |
| 16:45 · Historique des rencontres | Rapport                                 |       |      | Spectateurs : 33 431 Arbitrage : Alfonso González Archundía | Spectateurs : 33 431 Arbitrage : Alfonso González Archundía |

| 7 juin 1978                       | Pays-Bas | 0 - 0 | Pérou | Estadio Ciudad de Mendoza, Mendoza            |                                               |
| 16:45 · Historique des rencontres |          |       |       | Spectateurs : 28 125 Arbitrage : Adolf Prokop | Spectateurs : 28 125 Arbitrage : Adolf Prokop |
| 16:45 · Historique des rencontres | Rapport  |       |       | Spectateurs : 28 125 Arbitrage : Adolf Prokop | Spectateurs : 28 125 Arbitrage : Adolf Prokop |

| 11 juin 1978                      | Écosse                                | 3 - 2 | Pays-Bas                         | Estadio Ciudad de Mendoza, Mendoza              |                                                 |
| 16:45 · Historique des rencontres | Dalglish 44e · Gemmill 47e (pen.) 68e |       | Rensenbrink 34e (pen.) · Rep 71e | Spectateurs : 35 130 Arbitrage : Erich Linemayr | Spectateurs : 35 130 Arbitrage : Erich Linemayr |
| 16:45 · Historique des rencontres | Rapport                               |       |                                  | Spectateurs : 35 130 Arbitrage : Erich Linemayr | Spectateurs : 35 130 Arbitrage : Erich Linemayr |

### Second tour
| 14 juin 1978 | Pérou   | 0 - 3 | Brésil                            | Estadio Ciudad de Mendoza, Mendoza              |                                                 |
| 16:45        |         |       | Dirceu 15e, 28e · Zico 73e (pen.) | Spectateurs : 31 278 Arbitrage : Nicolae Rainea | Spectateurs : 31 278 Arbitrage : Nicolae Rainea |
| 16:45        | Rapport |       |                                   | Spectateurs : 31 278 Arbitrage : Nicolae Rainea | Spectateurs : 31 278 Arbitrage : Nicolae Rainea |

| 18 juin 1978                      | Pérou   | 0 - 1 | Pologne      | Estadio Ciudad de Mendoza, Mendoza                 |                                                    |
| 13:45 · Historique des rencontres |         |       | Szarmach 65e | Spectateurs : 35 288 Arbitrage : Patrick Partridge | Spectateurs : 35 288 Arbitrage : Patrick Partridge |
| 13:45 · Historique des rencontres | Rapport |       |              | Spectateurs : 35 288 Arbitrage : Patrick Partridge | Spectateurs : 35 288 Arbitrage : Patrick Partridge |

| 21 juin 1978                      | Pologne  | 1 - 3 | Brésil                                  | Estadio Ciudad de Mendoza, Mendoza                     |                                                        |
| 16:45 · Historique des rencontres | Lato 45e |       | Nelinho 12e · Roberto Dinamite 57e, 63e | Spectateurs : 39 586 Arbitrage : Juan Silvagno Cavanna | Spectateurs : 39 586 Arbitrage : Juan Silvagno Cavanna |
| 16:45 · Historique des rencontres | Rapport  |       |                                         | Spectateurs : 39 586 Arbitrage : Juan Silvagno Cavanna | Spectateurs : 39 586 Arbitrage : Juan Silvagno Cavanna |

## Galerie

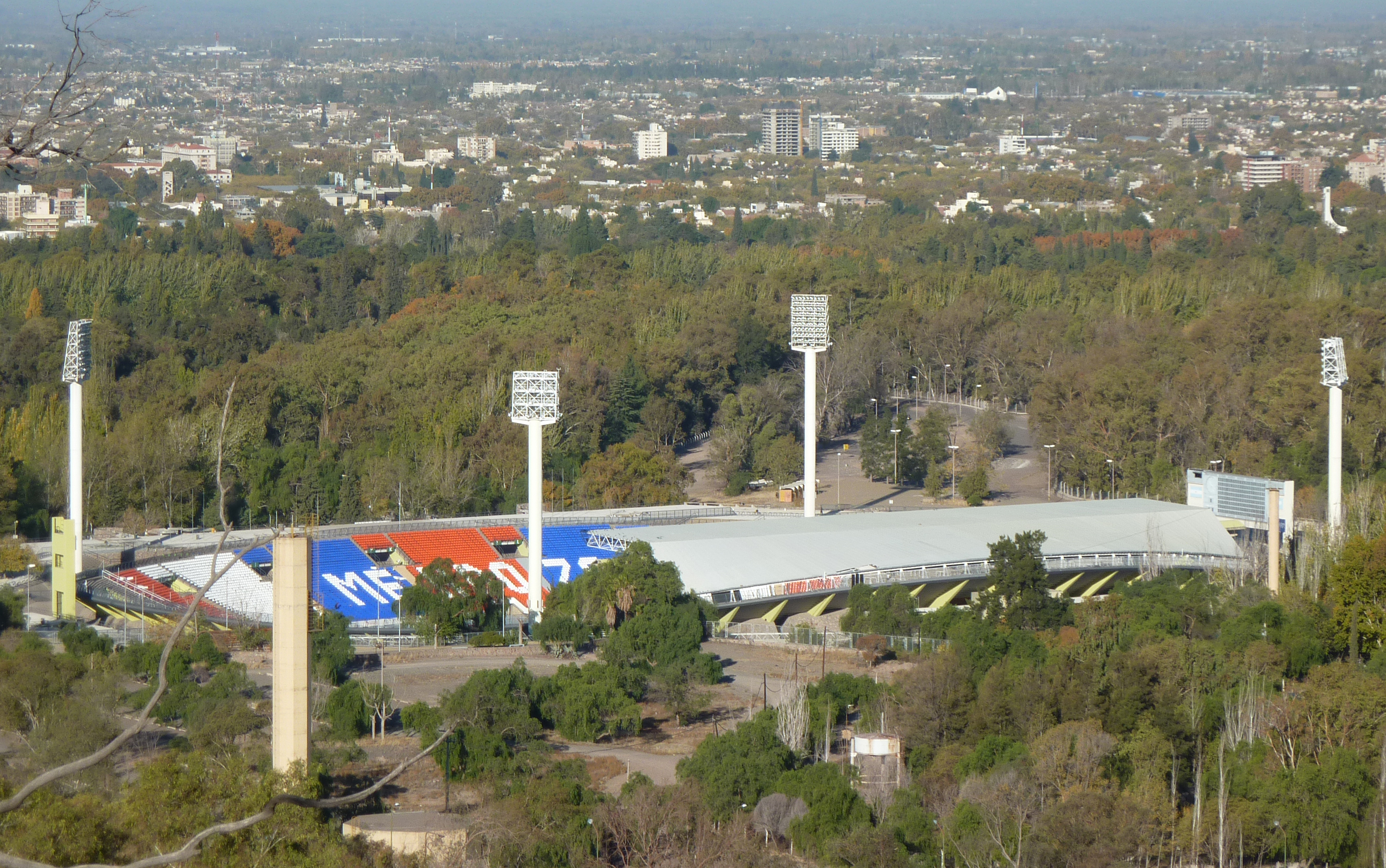
Stade Malvinas-Argentinas.